# Slag van de Kameel

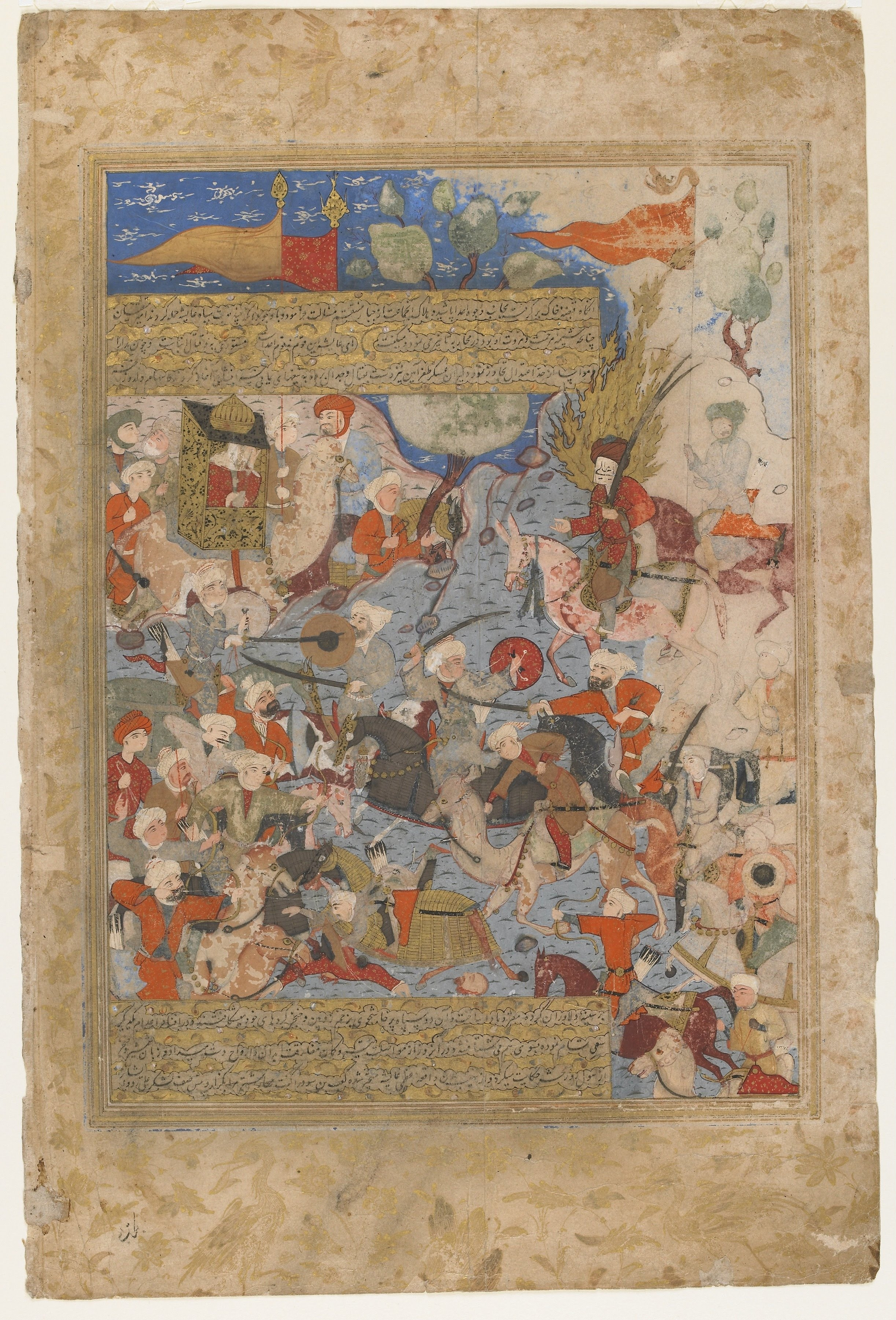
Ali en Aïsja tijdens de Slag van de kameel

De Slag van de kameel vond plaats op 7 november 656 in de omgeving van Basra in Irak. Deze slag was een onderdeel van de Eerste Fitna of burgeroorlog op het eind van het Rashidun-kalifaat. Dit schisma binnen de moslimgemeenschap: de strijd tussen de sjiieten en de soennieten is tot op heden actueel.

## Naam van de slag
De naam van de strijd verwijst naar de kameel waarop Aïsja zat. Zodra de kameel was gevallen, was de strijd voorbij.
Sommige moslimgeleerden geloven dat de naam van de slag zo werd gekozen, om te voorkomen dat er een koppeling zou worden gemaakt tussen de naam van een vrouw en een veldslag. Hoewel de rol van Aïsja in de slag zeer omstreden is, zien sommigen haar als een rolmodel voor moslimvrouwen, in de politiek of andere rollen van leiderschap.

## Achtergrond en resultaat
Na de moord op de derde kalief Oethman in 656 werd Ali ibn Aboe Talib, die getrouwd was met Mohammeds dochter Fatima Zahra, verkozen tot nieuwe leider van het kalifaat. Hij werd echter niet erkend door stadhouders Moe'awija van Syrië en 'Amr ibn al-'As van Egypte, wat leidde tot de Eerste Fitna. Ali slaagde er al snel in om de rebellen onder leiding van Mohammeds weduwe Aïsja bij Basra te verslaan in de Slag van de Kameel (656), maar de slag bij Siffin (657) tussen hem en Moe'awija (gesteund door 'Amr) bleef onbeslist. In de jaren daarna verloor Ali steeds meer terrein en in 661 werd hij ten slotte te Koefa vermoord. Zijn zoon Hassan ibn Ali zag af van het kaliefdom en tekende een vredesverdrag met Moe'awija, waarna Moe'awija het kalifaat overnam en de Omajjaden-dynastie stichtte. Hierna ontstond de Sji'at Ali ("Partij van Ali"), een aanvankelijk politieke beweging die meende dat Ali en zijn nakomelingen de rechtmatige opvolgers van Mohammed waren. Dit vormde de basis van het sjiisme en het alevitisme. Het werd een van de twee grote stromingen in de islam.